# Volodimir Vasziljovics Morhun
Volodimir Vasziljovics Morhun (ukránul: Володимир Васильович Моргун) (Novoszelicja, 1938. március 10.) ukrán kutató, genetikus, növénynemesítő, az Ukrán Nemzeti Tudományos Akadémia tagja, a Növényélettani és Genetikai Intézet igazgatója.
2001-től az MTA Biológiai Tudományok Osztályának tiszteleti tagja.